# Achim Beierlorzer
Achim Beierlorzer (Erlangen, 20 novembre 1967) è un allenatore di calcio ed ex calciatore tedesco, di ruolo centrocampista.

## Carriera
.Inizia la carriera di allenatore nello Schwabach, poi riveste il medesimo ruolo nel Kleinsendelbach. Dal 2010 allena la formazione Under-17 del Greuther Fürth. In seguito ricopre il ruolo di allenatore della formazione Under-17 dell'RB Lipsia, che conduce alla vittoria del campionato nazionale giovanile.
L'11 febbraio 2015 assume ad interim le redini della prima squadra dell'RB Lipsia dopo la risoluzione consensuale del contratto con il tecnico Alexander Zorniger. Esordisce il 15 febbraio con una sconfitta contro l'FSV Francoforte. Rimane in carica per il resto della stagione, concludendo l'annata il 24 maggio con una vittoria contro il Greuther Fürth. Il 29 maggio gli subentra Ralf Rangnick, che lo tiene come vice. Il suo bilancio con l'RB Lipsia è di 6 vittorie, 3 pareggi e 5 sconfitte.
Il 26 giugno 2017 è nominato allenatore dello Jahn Ratisbona.
Nell'estate del 2019 è ingaggiato dal Colonia, neo-promosso in Bundesliga. Rimane in carica per 13 partite, prima di essere sollevato dall'incarico dopo aver ottenuto 7 punti nelle prime 11 giornate di Bundesliga, con la squadra al penultimo posto in campionato.
Il 18 novembre 2019 viene nominato allenatore del Magonza concludendo il campionato al 13º posto. Viene riconfermato sulla panchina per la stagione successiva, ma il 28 settembre 2020, in seguito alla sconfitta per 1-4 contro lo Stoccarda, viene sollevato dall’incarico.
Diventato vice di Jesse Marsch al RB Lipsia nell'estate del 2021, il 5 dicembre lo sostituisce ad interim. Due giorni dopo guida la squadra alla vittoria in Champions contro il Manchester City (2-1) ottenendo, con il 3º posto finale nel girone, l'accesso all'Europa League. Il 9 dicembre viene sostituito da Domenico Tedesco.